# 姫鶴一文字
姫鶴一文字（ひめつるいちもんじ / ひめづるいちもんじ）は、鎌倉時代に作られたとされる日本刀（太刀）。日本の重要文化財に指定されており、山形県米沢市にある米沢市上杉博物館が所蔵する（米沢市所有）。指定名称は「太刀 銘一」（たち めいいち）で、外装も「打刀拵」（うちがたなごしらえ）の名称で重要文化財の附（つけたり）として指定されている。上杉家伝来。

## 概要

### 福岡一文字派について
鎌倉時代（13世紀）に福岡一文字派の刀工によって作られたとされる。福岡一文字派は鎌倉時代初期から中期にかけて繁栄した刀工一派であり、名前の由来は備前国吉井川の東岸にある福岡が活動拠点であったことに由来する。福岡一文字派は刃文が華麗であることから古来より珍重されており、後鳥羽上皇が1ケ月交代で各地の刀工を招いて刀を作らせた御番鍛冶（ごばんかじ）13名のうち、福岡一文字派より7名の刀工が選ばれている。福岡一文字派の刃文は匂出来（においでき）で花の咲き誇る姿にも似た丁子乱（ちょうじみだれ）が特色であり、古一文字や鎌倉時代後半の一部を除いては、焼幅の広い姿に鎺元から切先まで丁子乱の焼幅が安定して付き丁子の頭が揃った華麗な重花丁子乱（じゅうかちょうじみだれ）や大房丁子乱れ（おおふさちょうじみだれ）の刃文がある。一文字派は銘字を「一」とのみ切る作刀があることからこのように呼ばれており、本作の銘も「一」のみで個別の刀工名は明らかでない。

### 名前の由来
姫鶴一文字の名前の由来には諸説あり、1958年（昭和33年）6月に開催された「歴史が物語る名刀展」リーフレットの解説では、波紋が鶴の翼に似ていることを挙げている。2001年の米沢上杉博物館にて開催された展示では号の由来は曖昧なものとされている。刀剣研究家の福永酔剣は著書で、御腰物係が研師に磨り上げの依頼を出したところ、二人の夢に二晩に渡ってつると名乗る姫が現れ依頼の中止を嘆願した由来を紹介しているが、一方で呼び名が姫鶴であって鶴姫でないことに関しても触れている。
上杉謙信の養子として上杉家の家督を継いだ甥の景勝は､愛刀家だった謙信の遺品の中から特に自身が気に入った刀35振を選び出した『上杉家御手選三十五腰』という名刀リストの一つに選ばれている。それ以外にも景勝自ら「上ひざう（秘蔵）」 と執筆した 「腰物目録」の上位にも「ひめつる一もんし」の名称で本作が挙げられている。

### 江戸時代以降の伝来
1882年（明治14年）に明治天皇が米沢への巡幸の際に本作が天覧に供されたところ、明治天皇は本作の絢爛たる刃文（はもん）を気に入り、「押形を欲しい」と望んだため、後に本作の詳細な刀絵図が作られて献上されたという。1937年（昭和12年）12月24日には、上杉憲章伯爵名義にて重要美術品に認定される。1949年（昭和24年）5月30日、国宝保存法に基づく旧国宝（文化財保護法における重要文化財に相当）に指定されている。その後、上杉家より散逸し、1997年（平成9年）当時は東京都在住の個人が所持していた。その後、米沢市で上杉家伝来の文化財、美術品を中心に展示する博物館（後の米沢市上杉博物館）が計画された際に、新博物館の資料とするため同年の米沢市議会六月市議会で八千万円の予算が計上され本作が購入されることになった。本作の購入に向けて日本美術刀剣保存協会と刀剣商を通して当時の所有者に交渉し、折衝の上で同協会や専門家で組織する審査会が検討して価格を決定した。なお、財源は市の博物館資料整備基金を取り崩しており、購入に際して市長の高橋幸翁は「価格は専門家に十分検討してもらった。 市の財政事情は厳しいが、新博物館の計画を進めるうえで購入を決めた。」とコメントしている。

## 作風

### 刀身
刃長（はちょう、切先と棟区の直線距離）は71.5センチメートル、反り（切先・棟区を結ぶ直線から棟に下ろした垂線の最長のもの）は2.1センチメートル。
刀姿は腰反り高く、踏ん張りがあり、切先（きっさき、刃の先端部分）は中切先が詰まって猪首（いくび）切先となる。茎（なかご）は先端をやや切り詰めるほかは生ぶで、ほぼ製作当初の姿を残す。地鉄は板目を主体に杢目、流れ肌が交じり、乱れ映りが立つ。
刃文は匂出来（においでき）が主体で小沸（こにえ）交じる。鎬にかかるほどの大模様の乱れ刃で、袋丁子、大房丁子、重花（じゅうか）丁子などの丁子乱れを主体に互の目（ぐのめ）を交えるなど多彩である。帽子は表は乱れ込んで丸く返り、裏は「一枚」風になる。佩表（はきおもて）の茎の目釘孔上に「一」の銘がある。

### 外装
拵は全長104.4センチメートル。拵は鐔の無い合口拵えで、上杉家刀剣に特徴的な様式である。刀剣研究者の廣井雄一は2001年の論文で上杉家伝来の打刀拵は大まかに2種類に分類することができ、姫鶴一文字をそのうちの片方に分類できるとしている。その特徴として刃の方が鞘の厚みが薄く、断面が卵のような形をとり、下げ緒を通すための栗型が山のような形状で高く作られており、柄の先端部が大きめに作られており、輪鼓と呼ばれる飾りが目立つものであるとしている。柄巻は藍革巻。